# الغزو المغولي الثاني للمجر
الغزو المغولي الثاني للمجر (بالمجرية: második tatárjárás) بقيادة نوجاي خان وتالابوغا. حدث خلال شتاء 1285/1286 م.

## مقدمة

### الغزو الأول
في عام 1241، غزا جيش من المغول تحت قيادة سوبوتاي وباتو خان أوروبا الوسطى والشرقية، بما في ذلك بولندا وبلغاريا وكرواتيا ومملكة المجر. فشلت المحاولة المجرية والكرواتية في التصدي للغزو في معركة موهي بشكل كارثيّ. أثبت سلاح الفرسان الخفيف الذي شكّل معظم القوات المجرية عدم فاعليته أمام القوات المغولية، مع ذلك فإن الفرسان القليلين المسلحين جيدًا (معظمهم من فرسان الهيكل) قد قدّموا أداءً أفضل بكثير في القتال قريب المدى. سحق المغول الجيش المجري بشكل حاسم، وشرع بتخريب الريف على امتداد العام التالي. في نهاية الحملة، قُتِل نحو ربع سكان المجر، وحُوِّلت معظم المستوطنات الرئيسية في المملكة إلى أنقاض.
سقطت دفاعات الجدران المبنية من الخشب والصلصال والطين – والتي تشكل جدران معظم البلدات والحصون – بسهولة أمام معدات الحصار الخاصّة بالمغول. العديد من المستوطنات المجرية لم تمتلك أي تحصينات على الإطلاق. وقد لاحظ أحد المؤرخين الألمانيين أن المجر «لم يكن لديهم أي مدينة تقريبًا محمية بالجدران أو الحصون القوية». ومع ذلك، كان للقلاع الحجرية حظوظ أفضل؛ إذ لم تسقط أي من القلاع الحجرية القليلة، حتى تلك الواقعة عميقًا خلف خطوط المغول. عندما حاول المغول استخدام معدات الحصار لهدم الجدران الحجرية لحصن كليس الكرواتي، لم يلحقوا به أي ضرر على الإطلاق، وقد دُحِروا بخسائر باهظة. تكرر الأمر عندما حاولوا الاستيلاء على قلعة ازترغوم رغم تفوقهم العددي الساحق و30 آلة حصار استخدموها فقط لتقليل عدد الأبراج الخشبية للمدينة.

### الإصلاحات العسكرية
عَلِم الملك بيلا الرابع بهذا الأمر، وأمضى العقود القليلة التالية في إصلاح المجر استعدادًا لغزو محتمل في المستقبل. وقد استخدم مجموعة متنوعة من الأساليب للقيام بذلك. في البداية، دمج الخدم ومحاربي القلعة (باللاتينية: iobagiones Castri) ضمن فئة جديدة من الفرسان المسلحين بشدة من النوع الغربي والمدربين جيدًا، إذ كانت دفاعات المجر السابقة تعتمد بالكامل تقريبًا على القلاع الخشبية وسلاح الفرسان الخفيف. في عام 1247 أبرم اتفاق إقطاعي مع الفرسان الإسباتارية منحهم فيه الحدود الجنوبية الشرقية مقابل مساعدتهم في إعداد المزيد من الفرسان المدرعين والتحصينات. وفي عام 1248، أعلن أن الطبقات الوسطى في البلاد يمكنها الدخول في خدمة بارون، شريطة أن يقود البارون رجاله على أراضيه وهم مسلحين جيدًا (بالدروع) للدخول في جيش الملك. تذكر وثائق من تلك الفترة «يمكن للنبلاء في بلدنا الدخول في الخدمة العسكرية للأساقفة بنفس الطريقة التي يمكنهم فيها خدمة نبلاء آخرين». بعد عام 1250، اعتُبر مالكو العقارات الصغيرة أو المتوسطة الحجم الأحرار الذين يخدمون مباشرة تحت الملك من طبقة النبلاء (سويًا مع البارونات). وأخيرًا، مُنِح المستوطنون الجدد درجة نبالة «شرطية» مقابل القتال كفرسان مسلحين بناءً على طلب الملك. وفي عام 1259، طلب أن يضعه البابا على اتصال مع البندقية، لأنه أراد استئجار ما لا يقل عن 1000 نشّاب (إذ أثبتت الأقواس المستعرضة أيضًا أنها سلاح فعال جدًا ضد المغول، على الرغم من الأعداد الصغيرة نسبيًا من هذه الأسلحة التي نشرها المجريون عام 1241).
بهدف ترسيخ تعاليمه الدفاعية الجديدة، قدم الملك منحًا ومكافآت للمدن والنبلاء مقابل بناء تحصينات حجرية. أثمرت الإصلاحات في نهاية المطاف. بحلول نهاية حكمه، كان بيلا الرابع قد أشرف على بناء ما يقرب من 100 حصن جديد. من هذه الحصون المئة، كان بينها 66 قلعة حجرية مبنية على مواقع مرتفعة. وكان هذا تحسين هام مقارنةً بعام 1241 عندما كانت المملكة تمتلك 10 قلاع حجرية فقط، وقد تموقع نصفها على طول الحدود مع دوقية النمسا.